# Fuchskar
Fuchskar är en kitteldal i Österrike, på gränsen till Tyskland. Den ligger i den västra delen av landet, 500 km väster om huvudstaden Wien. Fuchskar ligger 2 269 meter över havet.
Terrängen runt Fuchskar är huvudsakligen bergig. Fuchskar ligger uppe på en höjd. Runt Fuchskar är det ganska glesbefolkat, med 26 invånare per kvadratkilometer.. Närmaste större samhälle är Tannheim, 12,7 km nordost om Fuchskar. 
Trakten runt Fuchskar består i huvudsak av gräsmarker.